# EuroFloorball Challenge 2017
Die IFF EuroFloorball Challenge 2017 wird die zweite Austragung des Pokals sein. Das Turnier wird in Trencin, Slowakei vom 23. bis zum 27. August stattfinden.
Der jeweilige Gewinner ist zum EuroFloorball Cup 2018 qualifiziert.

## Teilnehmer
| Gruppe A: - Dunai Krokodilok SE (3. der Salming OB1 2016/17) - Tsunami Záhorská Bystrica (Meister Extraliga 2016/17) - FBC Skala Melitopol (Ukrainischer Meister 2017) - London Sharks (Britischer Meister 2017) | Gruppe B: - Floorball L' Aquila (Meister Serie A 2016/17) - UFC Utrecht (Meister Eredivisie 2016/17) - CUF Leganes (Meister Liga CAM 2016/17) - FK AS Trenčín (Gastgeber) |

## Gruppenphase

### Gruppe A
| Platz | Land                      | Sp | S | U | V | +  | −  | Pkt |
| ----- | ------------------------- | -- | - | - | - | -- | -- | --- |
| 1.    | Tsunami Záhorská Bystrica | 3  | 3 | 0 | 0 | 31 | 10 | 6   |
| 2.    | FBC Skala Meltipol        | 3  | 1 | 1 | 1 | 12 | 12 | 3   |
| 3.    | Dunai Krokodilok SE       | 3  | 1 | 0 | 2 | 9  | 23 | 2   |
| 4.    | Great White Sharks        | 3  | 0 | 1 | 2 | 10 | 17 | 1   |

| 3. August 2017 14:15 Uhr |  | FBC Skala Melitopol 12. V. Kudinov (D. Striukov) 1:0 19. V. Honcharov (M. Kolodko) 2:1 pp. 25. M. Semeniuk (D. Striukov) 3:1 60. M. Semeniuk (A. Semeniuk) 4:4 pp. | 4:4 (2:1, 1:0, 1:3) Spielbericht | Great White Sharks 13. Eigentor 1:1 48. V. Pockajevs (A. Saletti) 3:2 pp. 51. V. Pockajevs (N. Salo) 3:3 59. V. Pockajevs (N. Salo) 3:4 | M-Šport Centrum, Trenčín Zuschauer: 50 |

| 23. August 2017 17:00 Uhr |  | Dunai Krokodilok SE 12. V. Kudinov (D. Striukov) 1:0 19. V. Honcharov (M. Kolodko) 2:1 pp. 25. M. Semeniuk (D. Striukov) 3:1 60. M. Semeniuk (A. Semeniuk) 4:4 pp. | 4:15 (1:6, 3:6, 0:5) Spielbericht | Tsunami Záhorská Bystrica 3. M. Kubovič 0:1 5. D. Leskovský (D. Paták) 0:2 7. M. Šteinhübel 1:3 10. M. Kovaľ (O. Kubaský) 1:4 17. M. Šteinhübel 1:5 19. O. Kubaský (M. Kovaľ) 1:6 26. M. Kubovič (J. Horecký) 3:7 33. M. Kovaľ 4:8 35. D. Paták (M. Němec) 4:9 38. M. Němec (D. Leskovský) 4:10 41. M. Kovaľ (M. Kubovič) 4:11 50. Eigentor 4:12 51. M. Kovaľ (M. Kubovič) 4:13 pp. 55. O. Kubaský (M. Kubovič) 4:14 pp. 56. P. Kachnič 4:15 | M-Šport Centrum, Trenčín Zuschauer: 50 |

| 24. August 2017 11:30 Uhr |  | Dunai Krokodilok SE 50. N. Ressely 1:3 ps. | 1:5 (0:1, 0:1, 1:3) Spielbericht | FBC Skala Melitopol 14. O. Nikulin (A. Semeniuk) 0:1 34. M. Hrabovyk (M. Semeniuk) 0:2 44. A. Koval 0:3 pp. 53. A. Semeniuk (A. Koval) 1:4 56. V. Honcharov (D. Striukov) 1:5 pp. | M-Šport Centrum, Trenčín Zuschauer: 50 |

| 24. August 2017 17:00 Uhr |  | Tsunami Záhorská Bystrica 7. M. Kubovič (L. Haraslín) 1:0 8. T. Belzár (M. Šteinhübel) 2:0 9. O. Kubaský (M. Kovaľ) 3:0 16. P. Kachnič (M. Lohazer) 4:0 19. M. Lohazer (T. Belzár) 5:0 53. M. Němec (M. Šteinhübel) 6:2 55. M. Kubovič (M. Kovaľ) 7:2 56. T. Belzár (M. Šteinhübel) 8:2 60. M. Kovaľ (O. Kubaský) 9:3 | 9:3 (5:0, 0:0, 4:3) Spielbericht | Great White Sharks 45. M. Staub (A. Saletti) 5:1 51. A. Saletti 5:2 56. S. Mahlen (O. Sedlacek) 8:3 | M-Šport Centrum, Trenčín Zuschauer: 50 |

| 25. August 2017 11:30 Uhr |  | Great White Sharks 7. V. Pockajevs (N. Salo) 1:0 46. N. Salo (M. Staub) 2:3 46. N. Salo (A. Saletti) 3:3 | 3:4 (1:1, 0:2, 2:1) Spielbericht | Dunai Krokodilok SE 13. T. Hoffmann (N. Kvasznicska) 1:1 28. T. Hoffmann (N. Kvasznicska) 1:2 34. K. Ressely (P. Galsai) 1:3 60. T. Hoffmann (K. Zelei) 3:4 wg. | M-Šport Centrum, Trenčín Zuschauer: 55 |

| 25. August 2017 17:00 Uhr |  | Tsunami Záhorská Bystrica 14. M. Kubovič (M. Kovaľ) 1:1 19. M. Lohazer (T. Ťapuš) 2:2 21. M. Kubovič (M. Kovaľ) 3:2 40. M. Kubovič (M. Kovaľ) 4:2 pp. 50. M. Kubovič 5:2 54. O. Kubaský (M. Kovaľ) 6:3 56. O. Kubaský (M. Kubovič) 7:3 | 7:3 (2:2, 2:0, 3:1) Spielbericht | FBC Skala Meltiopol 11. V. Kudinov (M. Semeniuk) 0:1 14. Y. Bondarenko (A. Semeniuk) 1:2 pp. 53. A. Semeniuk (O. Nikulin) 5:3 | M-Šport Centrum, Trenčín Zuschauer: 73 |

### Gruppe B
| Platz | Land               | Sp | S | U | V | +  | −  | Pkt |
| ----- | ------------------ | -- | - | - | - | -- | -- | --- |
| 1.    | UFC Utrecht        | 3  | 3 | 0 | 0 | 22 | 13 | 6   |
| 2.    | FK AS Trenčín      | 3  | 2 | 0 | 1 | 25 | 11 | 4   |
| 3.    | CUF Leganes        | 3  | 1 | 0 | 2 | 12 | 16 | 2   |
| 4.    | Floorball L’Aquila | 3  | 0 | 0 | 3 | 12 | 31 | 0   |

| 23. August 2017 11:30 Uhr |  | Floorball L’Aquila 8. F. Placidi 1:1 31. A. Iezzi (A. Agrusti) 2:5 pp. 36. A. Agrusti (D. Mantini) 3:6 pp. 39. A. Iezzi 4:7 46. A. Iezzi 5:8 52. T. Mores (D. Mantini) 6:11 | 6:13 (1:2, 3:6, 2:5) Spielbericht | UFC Utrecht 7. N. Hovius (J. Bart) 0:1 14. M. ten Hag (N. Wolters) 1:2 22. J. Bart 1:3 24. M. ten Hag (N. Hovius) 1:4 25. N. Jansen (G. Dieleman) 1:5 32. N. Hovius (G. Dieleman) 2:6 37. J. Bart (L. Widjaja) 3:7 40. M. ten Hag (N. Hovius) 4:8 47. J. Hogenhuis (L. Widjaja) 5:9 48. N. Jansen (A. Piekema) 5:10 52. N. Hovius (J. Bart) 5:11 53. J. Bart (N. Hovius) 6:12 57. I. Amoureus 6:13 | M-Šport Centrum, Trenčín Zuschauer: 52 |

| 23. August 2017 19:45 Uhr |  | CUF Leganes 47. I. Fernandez Navarro (A. Rodriguez Manso) 1:9 60. M. Juarez Dorado (M. Olson) 2:10 | 2:10 (0:7, 0:2, 2:1) Spielbericht | FK AS Trenčín 5. S. Dávidek (M. Machara) 0:1 9. S. Ellinger (J. Múčka) 0:2 13. P. Mišák (P. Klapita) 0:3 pp. 15. P. Slovák (J. Múčka) 0:4 15. P. Mišák (J. Matejka) 0:5 17. P. Slovák 0:6 20. P. Slovák (S. Ellinger) 0:7 32. R. Ševčík (P. Meliš) 0:8 36. R. Ševčík (P. Mišák) 0:9 50. P. Slovák (J. Múčka) 1:10 | M-Šport Centrum, Trenčín Zuschauer: 172 |

| 24. August 2017 14:15 Uhr |  | Floorball L’Aquila 47. F. Placidi (A. Agrusti) 1:6 pp. 53. A. Fischione (T. Mores) 2:7 pp. 57. A. Fischione (F. Placidi) 3:7 | 3:8 (0:3, 0:2, 3:3) Spielbericht | CUF Leganes 10. A. Rodriguez Manso 0:1 16. C. Abad Lavara (M. Solis Lorente) 0:2 19. M. Olson (R. Sanchez Murillo) 0:3 23. A. Bermejo Lopez (I. Fernandez Navarro) 0:4 29. R. Sanchez Murillo 0:5 42. Mi. Juarez Dorado (Ma. Juarez Dorado) 0:6 47. Eigentor 1:7 58. V. Bermejo Lopez 3:8 | M-Šport Centrum, Trenčín Zuschauer: 51 |

| 24. August 2017 19:45 Uhr |  | UFC Utrecht 22. Eigentor 1:0 33. N. Hovius (S. van der Heide) 2:1 35. N. Hovius 3:1 39. J. Bart (N. Hovius) 4:2 50. T. Rietveld 5:3 pp. 53. N. Hovius (L. Widjaja) 6:3 | 6:5 (0:0, 4:2, 2:3) Spielbericht | FK AS Trenčín 25. J. Matejka 1:1 37. P. Mišák (M. Mikolaj) 3:2 pp. 49. M. Mikolaj (M. Machara) 4:3 57. P. Heleš (J. Matejka) 6:4 58. P. Heleš (J. Matejka) 6:5 | M-Šport Centrum, Trenčín Zuschauer: 115 |

| 25. August 2017 14:15 Uhr |  | CUF Leganes 6. Ma. Juarez Dorado (V. Bermejo Lopez) 1:1 54. C. Abad Lavara (A. Bermejo Lopez) 2:3 | 2:3 (1:1, 0:2, 1:0) Spielbericht | UFC Utrecht 5. J. Hogenhuis 0:1 33. J. Hogenhuis 1:2 35. N. Hovius 1:3 sh. | M-Šport Centrum, Trenčín Zuschauer: 56 |

| 25. August 2017 19:45 Uhr |  | FK AS Trenčín 5. R. Ševčík (P. Slovák) 1:0 9. M. Machara (P. Heleš) 2:0 14. J. Matejka (M. Mikolaj) 3:0 14. M. Mikolaj (P. Klapita) 4:0 19. R. Ševčík 5:0 28. P. Mišák (M. Mikolaj) 6:0 47. M. Machara (P. Heleš) 7:1 49. Eigentor 8:1 51. M. Machara (S. Dávidek) 9:2 60. P. Heleš 10:2 | 10:3 (5:0, 1:0, 4:3) Spielbericht | Floorball L’Aquila 43. A. Fischione 6:1 50. A. Fischione (A. Iezzi) 8:2 60. F. Placidi (A. Iezzi) 10:3 | M-Šport Centrum, Trenčín Zuschauer: 154 |

## Platzierungsspiele

### Spiel um Platz 7
| 26. August 2017 10:00 Uhr |  | Floorball L’Aquila 11. A. Iezzi (F. Placidi) 1:1 26. A. Agrusti (A. Iezzi) 2:2 pp. 48. F. Placidi 3:4 60. A. Iezzi (F. Placidi) 4:7 | 4:7 (1:2, 1:1, 2:4) Spielbericht | Great White Sharks 9. O. Sedlacek (M. Tjader) 0:1 16. V. Pockajevs (A. Saletti) 1:2 35. V. Pockajevs (A. Saletti) 2:3 42. S. Mahlen (A. Nese) 2:4 58. I. Kamkins (O. Sedlacek) 3:5 60. S. Mahlen (M. Tjader) 3:6 pp. 60. O. Sedlacek (A. Nese) 3:7 pp. | M-Šport Centrum, Trenčín Zuschauer: 50 |

### Spiel um Platz 5
| 26. August 2017 13:00 Uhr |  | Dunai Krokodilok SE 3. T. Hoffmann (N. Kvasznicska) 1:0 12. N. Kvasznicska (T. Hoffmann) 2:0 31. T. Hoffmann (N. Kvasznicska) 3:1 pp. 34. K. Ressely (R. Hollósi) 4:2 36. N. Kvasznicska (T. Hoffmann) 5:2 57. N. Kvasznicska (T. Hoffmann) 6:3 | 6:4 (2:0, 3:3, 1:1) Spielbericht | CUF Leganes 28. C. Abad Lavara (M. Olson) 2:1 pp. 31. R. Sanchez Murillo (M. Olson) 3:2 38. M. Olson (Mi. Juarez Dorado) 5:3 60. A. Bermejo Lopez (M. Solis Lorente) 6:4 pp. | M-Šport Centrum, Trenčín Zuschauer: 50 |

## Playoffs

### Halbfinale
| 26. August 2017 16:00 Uhr |  | Tsunami Záhorská Bystrica 4. M. Šteinhübel (M. Lohazer) 1:0 29. M. Kubovič (J. Horecký) 2:1 51. D. Jakubik (J. Horecký) 3:4 53. M. Šteinhübel (D. Jakubik) 4:4 59. M. Kubovič (M. Kovaľ) 5:4 | 5:4 (1:0, 1:3, 3:1) Spielbericht | FK AS Trenčín 27. J. Matejka (M. Mikolaj) 1:1 38. P. Meliš (J. Múčka) 2:2 40. S. Dávidek (J. Múčka) 2:3 46. J. Matejka (M. Mikolaj) 2:4 | M-Šport Centrum, Trenčín Zuschauer: 117 |

| 26. August 2017 19:00 Uhr |  | UFC Utrecht 1. J. Bart 1:0 ps. 12. T. Rietveld 2:3 21. N. Hovius 3:3 59. A. Piekema (T. Rietveld) 4:7 sh. | 4:7 (2:3, 1:1, 1:3) Spielbericht | FBC Skala Melitopol 6. T. Melko 1:1 8. T. Melko (I. Hrabovyk) 1:2 10. M. Hrabovyk (A. Semeniuk) 1:3 38. M. Hrabovyk (D. Striukov) 3:4 pp. 46. V. Honcharov (A. Semeniuk) 3:5 53. V. Honcharov 3:6 dp. 57. V. Honcharov (D. Striukov) 4:7 pp. | M-Šport Centrum, Trenčín Zuschauer: 55 |

### Spiel um Platz 3
| 27. August 2017 11:00 Uhr |  | FK AS Trenčín 8. S. Dávidek 1:0 19. L. Mandinec (M. Machara) 2:0 26. M. Mikolaj (J. Matejka) 3:0 pp. 34. J. Múčka (R. Ševčík) 4:0 41. J. Matejka (P. Mišák) 5:0 44. P. Mišák (J. Matejka) 6:0 48. L. Mandinec (M. Machara) 7:0 55. P. Mišák (M. Kováč) 8:1 56. R. Ševčík (F. Hrušovský) 9:1 | 9:1 (2:0, 2:0, 5:1) Spielbericht | UFC Utrecht 51. J. Hogenhuis (N. Hovius) 7:1 pp | M-Šport Centrum, Trenčín Zuschauer: 86 |

### Finale
| 27. August 2017 14:00 Uhr |  | Tsunami Záhorská Bystrica 1. O. Kubaský (M. Kubovič) 1:0 2. D. Leskovský (L. Haraslin) 2:0 5. J. Horecký 3:0 34. D. Leskovský (L. Haraslin) 4:2 34. O. Kubaský (M. Kovaľ) 5:2 42. J. Horecký (M. Kubovič) 6:2 44. D. Leskovský (L. Haraslin) 7:2 58. O. Kubaský (M. Kubovič) 8:4 pp. 60. J. Horecký (O. Kubaský) 9:4 | 9:4 (3:1, 2:1, 4:2) Spielbericht | FBC Skala Meltiopol 17. M. Hrabovyk (T. Melko) 3:1 26. M. Hrabovyk (I. Hrabovyk) 3:2 48. V. Honcharov (P. Khriienko) 7:3 54. T. Melko (V. Honcharov) 7:4 | M-Šport Centrum, Trenčín Zuschauer: 97 |

## Abschlussplatzierungen
| Rang | Team                      |
| ---- | ------------------------- |
| 1    | Tsunami Záhorská Bystrica |
| 2    | FBC Skala Melitopol       |
| 3    | FK AS Trenčín             |
| 4    | UFC Utrecht               |
| 5    | Dunai Krokodilok SE       |
| 6    | CUF Leganes               |
| 7    | London Sharks             |
| 8    | Floorball L' Aquila       |